# Tommy Woods
James Thomas Woods, detto Tommy (Blount County, 10 giugno 1943), è un ex cestista statunitense, professionista nella ABA.